# Ulmus chuchuanus
Ulmus chuchuanus — вимерлий вид квіткових рослин з родини в'язових (Ulmaceae). Вид відомий завдяки викопним решткам листя та плодів, знайденим на ранньоеоценових місцях знаходження на півночі штату Вашингтон, США, та в центральній частині Британської Колумбії, Канада.

## Морфологічна характеристика
Листя досягає 190 мм у довжину та має максимальну ширину 110 мм, хоча середній розмір листка становить 50–90 × 30–50 мм. Ніжка листка завдовжки 3–6 мм, обмежена нерівними частками основи листка, причому одна частка зазвичай більша за іншу. Листя має перисте жилкування, в середньому від первинної жилки відгалужується від десяти до шістнадцяти вторинних жилок. У більших листках є від п'яти до тринадцяти вторинних, тоді як у дрібних листках їх кількість коливається від чотирнадцяти до двадцяти двох. Жилки закінчуються зубцями вздовж країв листка. Третинні жилки проходять перпендикулярно між вторинними, з прямими центральними ділянками, які переходять у звивисті ділянки поблизу вторинних. Листя має складні зубці, кожен з великих зубців має від одного до трьох менших зубців, розташованих базально між ним та наступним великим зубцем. Вторинні зубці зазвичай подібні до первинних зубців, хоча й орієнтовані до основи листка.

## Історія
Скам'янілості Ulmus chuchuanus вперше були виявлені та коротко описані Едвардом В. Беррі (1926) з відслонень формації Чу Чуа поблизу Джозефс-Крік у південно-центральній частині Британської Колумбії. Беррі обрав назву Ulmus columbianus для нового виду, проте варіант цієї назви, Ulmus columbiana, вже був придуманий Девідом П. Пенхаллоу (1907) для виду викопної деревини, також знайденого в Оканаганському нагір'ї, поблизу Мідвею, Британська Колумбія. Пенхаллоу назвав цю деревину Ulmus columbiensis у 1908 році, а згодом Нагельхард (1922) переніс її до скам'янілої деревної форми Ulminium родини Ulmaceae як Ulminium columbianum. Однак назва Беррі все ще залишалося омонімом, який не було виправлено до сучасної назви Ulmus chuchuanus, яку Роберт Ламотт придумав у 1952 році на основі назви оригінальних зразків Пенхаллоу. Джек Вулф та Веслі Вер опублікували свою монографію про дводольні рослини флори Republic, в якій вони перерахували «види Ulmus та «новий рід aff.» Зелькова" у таксономічному синопсисі, але не деталізував жодного з них у систематичних описах. Вид був переописаний Томасом Денком та Річардом Діллхоффом (2005). Денк та Діллхофф детально описали мозаїчні особливості листя та пов'язаних з ним плодів, зазначивши, що листяні ознаки найбільш схожі на Ulmus підроду Ulmus, тоді як плоди демонструють спорідненість з Ulmus підроду Oreoptelea.